# Punkt (geometri)

Många punkter i ett koordinatsystem

En punkt betecknar inom geometri ett objekt utan någon utsträckning. En punkt kan definieras genom dess läge i ett koordinatsystem.